# 许夫勒
许夫勒是德国莱茵兰-普法尔茨州的一个市镇。总面积3.65平方公里，总人口560人，其中男性275人，女性285人（2011年12月31日），人口密度153人/平方公里。